# Frank Ordenewitz
Frank Ordenewitz, född 25 mars 1965 i Bad Fallingbostel i Tyskland, är en tysk fotbollsspelare.